# Октябрьский сельсовет (Амурская область)
Октя́брьский сельсове́т — сельское поселение в Зейском районе Амурской области. 
Административный центр — село Октябрьский.

## История
31 октября 2005 года в соответствии с Законом Амурской области № 73-ОЗ муниципальное образование наделено статусом сельского поселения.

## Население
| 2002  | 2010  | 2011  | 2012  | 2013  | 2014  | 2015  |
| ----- | ----- | ----- | ----- | ----- | ----- | ----- |
| 2091  | ↘1346 | ↘1340 | ↘1283 | ↘1226 | ↗1227 | ↘1195 |
| 2016  | 2017  | 2018  | 2021  |       |       |       |
| ↘1141 | ↘1112 | ↘1052 | ↘825  |       |       |       |

## Состав сельского поселения
| № | Населённый пункт | Тип населённого пункта       | Население |
| - | ---------------- | ---------------------------- | --------- |
| 1 | Октябрьский      | село, административный центр | ↘1044     |
| 2 | Ясный            | посёлок                      | →8        |